# ハリー・ハルプライヒ

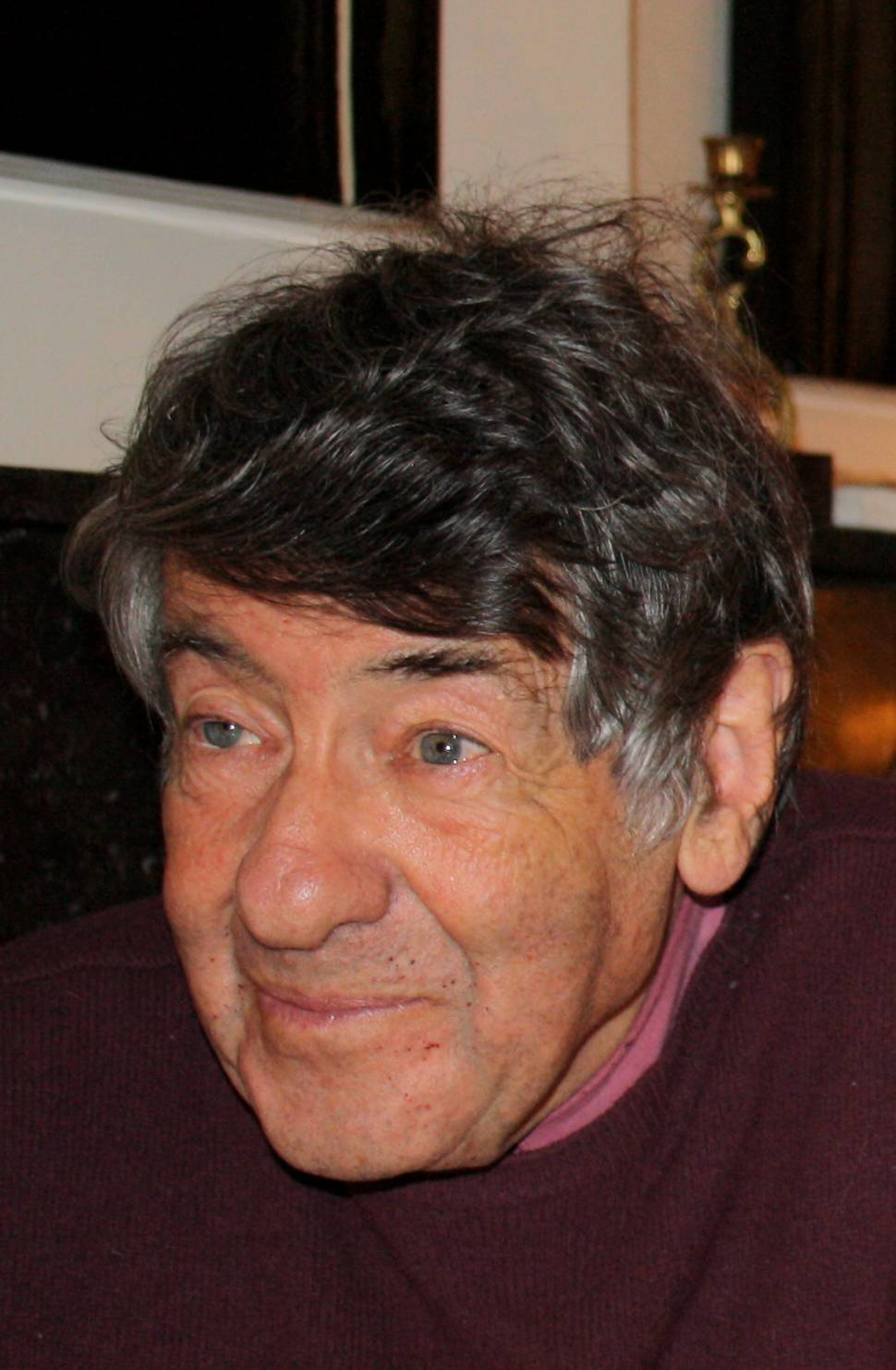
2009年の近影

ハリー・ハルプライヒまたはハルブライヒ（Harry Halbreich、1931年2月9日 - 2016年6月27日）はベルギーの音楽学者・音楽評論家。

## 略歴
ユダヤ系ドイツ人の父親とイギリス人の母親の間にベルリンに生まれる。パリ音楽院でアルテュール・オネゲルに、後にオリヴィエ・メシアンに師事し、楽曲分析と音楽史で首席を受賞する。その後ベルギーに転居し、1970年から1976年までモンス王立音楽院にて楽曲分析の講師を勤める。いくつかの放送局に勤め、音楽雑誌『クレシェンド』の共同創刊者となりその主要な寄稿者となった。1973年から1976年までルーアン音楽祭の芸術監督を務めた。
メシアンやドビュッシー、オネゲル、マルティヌーについての小論文など、近現代の音楽についての著書や記事・研究で知られる。ハルプライヒがオネゲルやマルティヌーの作品目録を作成したことから、両者の作品は「H番号」と呼ばれる整理番号を付けて表記されることがある。1918年に声楽とピアノのために作曲されたオネゲルの歌劇《聖女アルメーヌの死 (フランス語: La morte de Sainte Alméenne)》をニコラ・バクリがオーケストレーションする際に輔佐を務めた。この新版は作曲者の死後半世紀を記念して2005年11月26日にユトレヒトで初演されている。
近代音楽に対する関心に導かれて現代音楽の作曲家、とりわけスペクトル楽派（ラドゥレスク、ドゥミトレスク、アナ＝マリア・アヴラム、グリゼー、ミュライユら）についても執筆するようになった。現代の演奏家だけでなく、シェルシやルトワフスキ、リゲティ、クセナキスらの現代音楽の作曲家とも個人的に親交を結び、若手作曲家の熱心な擁護者でもあった。ヴァレーズやオアナについての著作のほかに、近代の作曲家ではエネスクやマニャール、フォーレ、歴史上の作曲家ではベートーヴェン、ルクレール、バッハ、ゼレンカ、マルカントワーヌ・シャルパンティエ、ゲレーロについても論述した。
文化に関する興味が幅広く、ローマ・カトリックに改宗したが、キリスト教神話と並んで東洋の精神文化史についても深い造詣を披露した。
3人の子供のうち、長男フレデリックは画家になった。
ブリュッセルにて85歳で他界。

## 著書
- Albéric Magnard, together with Simon-Pierre Perret, Fayard, 2001. (ISBN 2-213-60846-6)
- Arthur Honegger, un musicien dans la cité des hommes, Fayard, 1992. (ISBN 2-213-02837-0)
- L'Oeuvre d'Arthur Honegger : Chronologie, catalogue raisonné, analyses, discographie, Fayard, 1994. (ISBN 2-85203-282-1)
- Bohuslav Martinů, Fayard, 1968. (ISBN 3-7957-0565-7)
- Debussy, sa vie et sa pensée, Fayard, 1989. (ISBN 2-213-02418-9) （エドワード・ロックスパイザーとの共著）
- Olivier Messiaen, Fayard, 1980. (ISBN 2-213-03015-4)
- Bohuslav Martinů Werksverzeichnis, Dokumentation und Biographie. Zürich: Atlantis Verlag, 1968 (384 pages).
- Bohuslav Martinů Werkverzeichnis und Biographie. Mainz: Schott, 2007 (579 pages). (ISBN 3-7957-0565-7)
- Musiciens de France, La Revue Musicale, N°324/326, 1979. (ISSN 0768-1593)（ポール＝ジルベール・ランジュヴァンとの共著）
- Musiciens d'Europe, together with Paul-Gilbert Langevin, La Revue Musicale, N°388/390, 1986. (ISSN 0768-1593)
- Roumanie, Terre du Neuvième Ciel, together with Ana Maria Avram, interviews and papers, Bucharest, Edition Axis Mundi, 1992 (215 pages).
- La Musique Spectrale au début du XXIè Siècle, conference in Paris with Harry Halbreich, Ben Watson, Costin Cazaban, Sébastien Beranger, moderated by Ana Maria Avram, CREMAC, 2006 (234 pages).